# 今泉幸広
今泉 幸広（いまいずみ ゆきひろ、1969年9月28日 - ）は、埼玉県上尾市出身の元サッカー選手、通訳、サッカー指導者。現役時代のポジションはフォワード。

## 来歴
桶川西高校在学時にブラジルへのサッカー留学を希望し、三浦知良の父・納谷宣雄の斡旋で渡伯。SEマツバラのユースチームに在籍した。
1992年2月に帰国し、日本プロサッカーリーグの清水エスパルスに加入。翌1993年にクラブ側から通訳への転向を勧められ現役を引退した。通訳の仕事と併行して、1995年頃からは清水のサッカースクールの指導に関わるようになった。
2014年時点では同サッカー普及部次長スクールコーチ、2018年時点では同サッカー普及部長兼スクールマスター、2019年時点ではエスパルス事業本部教育事業部部長、スクールマスターを務めている。

## 個人成績
| 国内大会個人成績 | 国内大会個人成績 | 国内大会個人成績 | 国内大会個人成績 | 国内大会個人成績 | 国内大会個人成績 | 国内大会個人成績 | 国内大会個人成績  | 国内大会個人成績 | 国内大会個人成績 | 国内大会個人成績 | 国内大会個人成績 |
| 年度             | クラブ           | 背番号           | リーグ           | リーグ戦         | リーグ戦         | リーグ杯         | リーグ杯          | オープン杯       | オープン杯       | 期間通算         | 期間通算         |
| 年度             | クラブ           | 背番号           | リーグ           | 出場             | 得点             | 出場             | 得点              | 出場             | 得点             | 出場             | 得点             |
| 日本             | 日本             | 日本             | 日本             | リーグ戦         | リーグ戦         | リーグ杯         | リーグ杯          | 天皇杯           | 天皇杯           | 期間通算         | 期間通算         |
| ---------------- | ---------------- | ---------------- | ---------------- | ---------------- | ---------------- | ---------------- | ----------------- | ---------------- | ---------------- | ---------------- | ---------------- |
| 1992             | 清水             | -                | J                | -                | -                | 0                | 0                 |                  |                  |                  |                  |
| 通算             | 日本             | 日本             | J                | 0                | 0                | 0                | 0\|\|\|\|\|\|\|\| |                  |                  |                  |                  |
| 総通算           | 総通算           | 総通算           | 総通算           | 0                | 0                | 0                | 0\|\|\|\|\|\|\|\| |                  |                  |                  |                  |